# Lawrence Ng
Lawrence Ng Kai Wah (cinese tradizionale: 吳啟華; cinese semplificato: 吴启华; pinyin: Wú Qǐhuá; Hong Kong, 19 maggio 1964) è un attore cinese di Hong Kong.
Le sue partecipazioni più famose sono state quella nella serie televisiva medica della TVB Healing Hands e nei lungometraggi Fate Twisters e Sex and Zen - Il tappeto da preghiera di carne.

## Carriera
La prima apparizione televisiva di Lawrence Ng è stata, nel 1986, nella serie televisiva The Feud of Two Brothers (流氓大亨), nella quale interpretava il ruolo dell'antagonista Chung Wai-Shun. Da quel primo ruolo negativo, Ng è poi andato avanti nell'industria cinematografica e televisiva di Hong Kong ottenendo quasi solamente ruoli da protagonista.
Nel 1991, ha recitato nel film erotico famoso anche all'estero Sex and Zen - Il tappeto da preghiera di carne (玉蒲團之偷情寶鑑), come controparte di Amy Yip. Sebbene il film fosse stato un successo al botteghino, l'attore ha dichiarato in un'intervista di essersi sentito imbarazzato ad essere riconosciuto dal pubblico principalmente per questo suo ruolo, e che preferirebbe essere apprezzato per ruoli più seri in film e fiction storici e contemporanei.

## Anni recenti
Sebbene continui ad essere un personaggio importante del mondo dello spettacolo di Hong Kong, Ng ha deciso di tornare sotto i riflettori solo sporadicamente e dedicarsi ad altri affari al di fuori dello showbiz.
A maggio del 2007, l'attore ha sposato la modella cinese Shek Yeung Chi.

## Filmografia selezionata
- The Duke of Mount Deer (1984)
- Sword Stained with Royal Blood (1985)
- The Battlefield (1985)
- The Feud of Two Brothers (1986)
- The Legend of the Book and the Sword (1987)
- The Grand Canal (1987)
- The Crazy Companies II (1988)
- The Banquet (1991)
- New Dragon Gate Inn (1992)
- Sex and Zen - Il tappeto da preghiera di carne (1991)
- Centre Stage (1992)
- The Underground Banker (1993)
- Hail the Judge (1994)
- A Chinese Torture Chamber Story (1994)
- Peace Hotel (1995)
- OutburstDisa (1996)
- Files of Justice V (1997)
- A Place of One's Own (1998)
- Till When Do Us Apart (1998)
- Healing Hands 1 (1998)
- A Loving Spirit (1999)
- Till When Do Us Part (1999)
- My Heart Will Go On (1999)
- The Heavenly Sword and the Dragon Saber (2000)
- Healing Hands 2 (2000)
- A Taste of Love (2000)
- When a Man Loves a Woman (2000)
- Every Dog Has His Date (2001)
- Police Station No.7 (2002)
- The Threat of Love II (2002)
- The Legendary Siblings 2 (2002)
- Back to Square One (2003)
- Fate Twisters (2003)
- Sai Kung Story (2003)
- Healing Hands 3 (2005)
- At Home With Love (2006)
- Mr. 3 Minutes (2006)
- 72 Tenants of Prosperity (2010)
- The Men of Justice (2010)[2][3]